# بايرام قلعة سي
بايرام‌ قلعة سي هي قرية في مقاطعة شاهين دج، إيران. عدد سكان هذه القرية هو 37 في سنة 2006.